# Alexander Futran

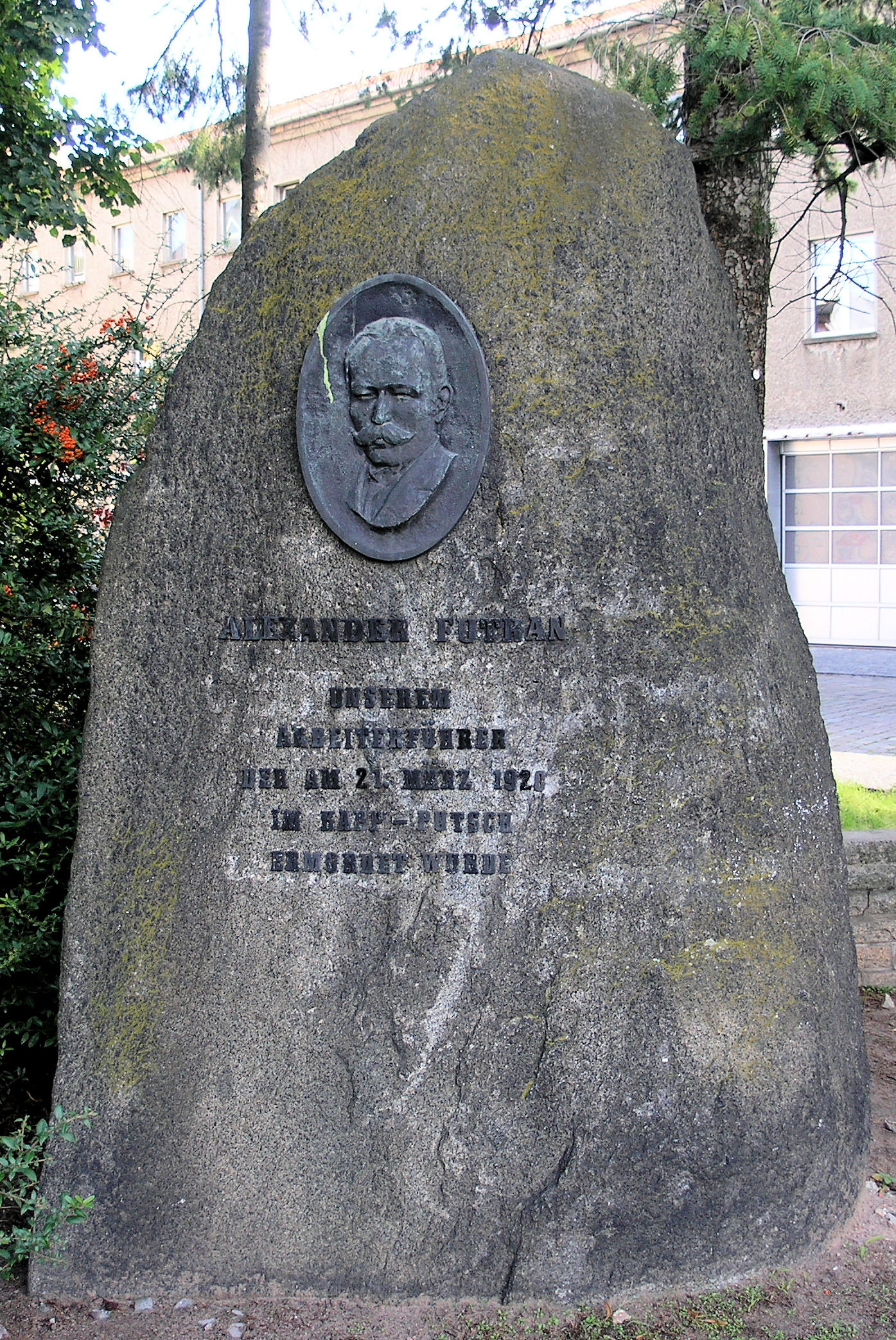
Gedenkstein auf dem Futranplatz, in Berlin-Köpenick, mit Medaillon

Alexander Owsej Futran (* 26. Juli 1877  in Odessa, Russisches Kaiserreich; † 21. März 1920 in Köpenick bei Berlin) war ein Stadtverordneter der USPD in Köpenick. Er organisierte dort den Widerstand gegen den Kapp-Putsch mit und wurde danach hingerichtet.

## Leben
Alexander Futran stammte aus einer jüdischen Familie aus Odessa. Diese wanderte um 1900 nach Deutschland aus. Er studierte in Berlin, München und Karlsruhe und gründete danach mit seinem Bruder Simon Futran ein Ingenieurbüro.
Im November 1914 trat er dem neu gegründeten pazifistischen Bund Neues Vaterland bei, der sich für eine möglichst schnelle Beendigung des Ersten Weltkriegs einsetzte (dem auch Kurt Eisner, Albert Einstein und viele andere angehörten).
Danach wurde er als russischer Staatsangehöriger wegen des Krieges zeitweise interniert.
1917 wurde Alexander Futran Vorsitzender der Unabhängigen Sozialdemokratischen Partei (USPD) in der Stadt Köpenick bei Berlin und später auch Stadtverordneter.
Seit 1918 hielt er regelmäßig Ansprachen im
in dem Stadttheater »Klein’s Hotel« am Friedrich Wilhelm-Platz. Da sich der Veranstaltungsraum oftmals als zu klein erwies, standen manchmal Tausende Zuhörer (in Köpenick lebten damals etwa 20000 Handwerker und Industriearbeiter) vor dem Lokal und lauschten Futran, der vielseitig gebildet und ein beliebter Redner war. Unter seiner Führung war die USPD, obwohl sie mit ihren ca. 800 Mitgliedern wahrscheinlich nicht größer war als die SPD, die kampfstärkste Partei in Köpenick geworden.
Ende 1918 war Alexander Futran nach der Novemberrevolution kurzzeitig Ministerialdirektor im preußischen Kultusministerium. Danach war er wieder in Köpenick als Stadtverordneter aktiv.
Im März 1920 organisierte Alexander Futran den militärischen Widerstand der Stadt Köpenick gegen die Truppen des Kapp-Putsches und ordnete auch Verhaftungen an.
Am 19. März gab er den Befehl zur Demobilisierung, da er die Information bekommen hatte, dass die Regierung wieder die reguläre Kontrolle in Berlin übernommen hatte.
Köpenick wurde daraufhin von Reichswehreinheiten eingenommen.
Am 21. März begab er sich ahnungslos zu einem Kriegsgericht in der Grünauer Straße. Dort wurde er vernommen und zum Tode verurteilt. Das Urteil wurde sofort vollstreckt. Seine Leiche wurde im Hof der Bötzow-Brauerei gefunden.

## Publikationen
Alexander Futran war einer der Gründer und Herausgeber der Arbeiterzeitung Der Volksbote.
Er verfasste außerdem die Schrift
- Politischer Relativismus. Charlottenburg [ohne Jahr]

## Familie
Alexander Owsej Futran war der älteste Sohn des jüdischen Geschäftsmanns Leo (Lew) Schimanowitsch Futran (1849–1933) und von Sara Steinberg (1862–1939). Er hatte sieben Geschwister, darunter Simon (*  1879), mit dem er ein Ingenieurbüro (wo?) betrieb. Die Eltern wurden in Karlsruhe begraben.
Alexander Futran heiratete Gertrud Alexandrowitsch (* 1878). Ihr Sohn Eduard Futran (1907–1945) war 1928 KPD-Mitglied und starb 1945 in Paramus, New Jersey, USA.

## Ehrungen
Alexander Futran wurde in der sozialistischen Bewegung und später in der SBZ/DDR mehrfach als wichtiges Opfer des Kapp-Putsches geehrt.
Er wurde auf dem Zentralfriedhof in Friedrichsfelde bestattet und später umgebettet.
In Köpenick wurde am 31. Juli 1947 der bisherige Friedrich-Wilhelm-Platz in Futranplatz umbenannt. Dazu wurden auf dem bisherigen bereits vorhandenen Gedenkstein die Inschriften abgemeißelt, und neue Bronzebuchstaben und ein Porträtmedaillon darübergesetzt. Die Inschrift lautet nun:

„Alexander Futran. Unserem Arbeiterführer der am 21. März 1920 im Kapp-Putsch ermordet wurde.“

Außerdem erinnert ein weiterer Gedenkstein in Berlin-Grünau an die Opfer des Kapp-Putsches in Köpenick.
Von 1965 bis 1991 gab es ein Motorschiff Alexander Futran in Königs Wusterhausen und Umgebung. Dieses hieß vorher und danach Stolzenfels, jetzt Pinguin.

## Köpenicker Blutsonntag

### Kapp-Putsch in Berlin
Am 12. März 1920 gegen 22 Uhr formierte sich die Marinebrigade Ehrhardt vor dem Lager Döberitz zum Marsch auf Berlin. Um eventuellen Widerstand rücksichtslos brechen zu können, teilte Korvettenkapitän Ehrhardt der an der Spitze marschierenden Sturmkompanie eine 10,5 cm Haubitzenbatterie zu.
Während der »Vorwärts« die Titelzeile für die Ausgabe des 13. März: »Die Republik ist in Gefahr!« druckte, standen Ehrhardts Truppen unter der kaiserlichen Reichskriegsflagge schon am Brandenburger Tor. Die Regierung der »Weimarer Koalition« unter Reichskanzler Gustav Bauer (SPD) war geflohen. Mit dem Spruch »Truppe schießt nicht auf Truppe!« verweigerte General von Seeckt den Einsatz der Reichswehr zur Niederschlagung des Putsches.
Wolfgang Kapp übernahm die Spitze der Putsch-Regierung. Die geflohene Regierung, SPD und Gewerkschaften riefen zum Generalstreik auf. Am 14. und 15. März hatte der Generalstreik gegen die Putschisten-Regierung eine soziale Breite erreicht, wie es sie in Deutschland noch nicht gegeben hatte.

### Reaktionen in Köpenick
Auch die Stadt Köpenick vor den Toren Berlins wurde von den Ereignissen ergriffen. Zunächst war die Stadtführung auch hier verwirrt. Erhoffte Weisungen, wie man sich den Putschisten gegenüber verhalten solle, blieben sowohl von der Regierung als auch von den Parteien aus.
In dieser Situation griffen Arbeiter und Angestellte zur Selbsthilfe und bewaffneten sich. Am 15. März wurde die Albatros-Werft von ca. 20 bewaffneten Arbeitern angegriffen und die dort stationierten Soldaten entwaffnet. Die alarmierte Polizei konnte durch Verhandlungen mit dem Stadtverordneten Otto Nickel (SPD) nur erreichen, dass dieser zusagte, die Waffen in der 1. Gemeindeschule in der Amtsstraße einzulagern. Auf Grund des Drucks der Arbeiterschaft wurden schließlich diese Waffen unter Kontrolle des Stadtverordneten Alfred Rebe (KPD) an die Arbeiter ausgegeben. Parallel zu den spontanen Aktionen der Arbeiter liefen im Köpenicker Magistrat Verhandlungen über die Schaffung einer Einwohnerwehr.
Da der Streit um die paritätische Verteilung der Waffen zwischen Anhängern der verschiedenen Arbeiterparteien und der bürgerlichen Parteien nicht beigelegt werden konnte, kam es nicht zur Bildung einer Einwohnerwehr. Als sich aber die Gerüchte über in der Umgebung plündernde Truppen verstärkten, stimmte der Magistrat der Verstärkung der Wachen an den Lebensmitteldepots durch bewaffnete Arbeiter zu.
Am 16. März wurde dann am Alten Markt 3, im Lokal Fuchs, von Vertretern der USPD und KPD das »Sozialistische Verteidigungskomitee« gegründet. Der Stadtverordnete Alexander Futran wurde Vorsitzender, militärischer Führer wurde der Stadtverordnete Alfred Rebe (KPD). Der Wirkungsbereich des Komitees ging über Köpenick hinaus – er betraf das gesamte südöstliche Vorfeld von Berlin. Es wurden Kampfgruppen gebildet und Barrikaden zur Verteidigung der Stadtzugänge errichtet. Der Zustrom zu den bewaffneten Kräften war so groß, dass in der Gaststätte Scheer am Köllnischen Platz ein Rekrutierungsbüro unter Leitung von Richard Schulz (USPD) eingerichtet werden musste. Von hier aus wurden die Kämpfer auf die einzelnen Wachen verteilt. Eine Wache war in der Schule in der Glienicker Straße aufgestellt und hatte u. a. die Aufgabe, die Getreidemühle Bion in der Grünauer Straße zu bewachen. Eine weitere Wache befand sich in der Schule in der Borgmannstraße.
Futrans Streitmacht bestand insgesamt aus ca. 1000 Bewaffneten. An Bewaffnung standen zur Verfügung: ca. 15 leichte Maschinengewehre, 10 schwere Maschinengewehre, 1050 Karabiner, ca. 100 Pistolen, 2 Flammenwerfer und 2 Minenwerfer.
Die unruhigen Tage waren begleitet von Kundgebungen auf dem Friedrich-Wilhelm-Platz (heute Futranplatz).
Da nicht ersichtlich war, ob die im Ort befindlichen Uniformierten zu Kapp hielten oder nicht, wurden sie entwaffnet und ins Polizeigefängnis gebracht, welches sich damals noch im Rathaus befand. Später wurden die mittlerweile 35 Gefangenen ins Amtsgerichtsgefängnis überführt.
Von hier aus organisierte Alexander Futran den Widerstand gegen den Kapp-Putsch. Er übernahm selbst die Leitung des Köpenicker Verteidigungskomitees, das die Einheiten der Reichswehr, die über Köpenick nach Berlin zur Unterstützung der putschenden Freikorps marschieren wollten, zurückschlug. Nach einem fingierten Telefonanruf am 19. März mit der Meldung, der Putsch sei erledigt, ordnete Futran die Auflösung der Bürgerwehr an.
Als dann aus Adlershof die Nachricht kam, dass sich Putschisten im Großtanklager Johannisthal verschanzt hätten, eilten Köpenicker, Grünauer und Bohnsdorfer Kämpfer den Adlershofern in ihrer bewaffneten Auseinandersetzung mit Teilen des Freikorps Lützow zu Hilfe. Neben diesen Aktivitäten der bewaffneten Gruppen, die – bedingt durch fehlende Nachrichtenmittel – nicht abgestimmt erfolgten, gab es immer wieder Bemühungen seitens des Magistrats und des Verteidigungskomitees, aus Berlin Auskunft über die politische Lage zu erhalten. Da in der Umgebung Köpenicks immer wieder Schießereien zu hören waren, herrschte große Unsicherheit und Unklarheit, ob es sich bei dem eingesetzten Militär um Freikorps oder um Regierungstruppen handelte.
Alexander Futran und seine Leute tendierten bei ihrer Beurteilung in Richtung irreguläre Truppen, der 1. Bürgermeister Köpenicks, Behnke, war jedoch der Auffassung, Regierungstruppen seien im Anmarsch. Um eine bewaffnete Konfrontation zwischen den Kämpfern des Verteidigungskomitees und den Regierungstruppen zu vermeiden, beschwor Behnke Futran, die Waffen niederzulegen. Diese Haltung wurde noch durch den Stadtverordneten Emil Lampe (USPD) bestärkt, der zur Sondierung der Lage nach Berlin geschickt worden war und nun mitteilte, dass der Putsch zusammengebrochen sei und der Generalstreik daher ausgesetzt werden könne.
Alexander Futran, der ein gewaltloses Vorgehen grundsätzlich ebenfalls vorzog, befahl daraufhin gegen den Willen Rebes und anderer Mitkämpfer, die Waffen niederzulegen und davon auszugehen, dass sich Truppen der rechtmäßigen Regierung der Stadt näherten.

### Einmarsch der Reichswehr und Todesurteile
So marschierte am Sonntag, dem 21. März 1920, die 2. Kompanie des Reichswehr-Schützenbataillons Nr. 15 aus Lichterfelde, verstärkt durch so genannte Zeitfreiwillige (zumeist Studenten), kampflos in Köpenick ein. Ebenso wie die am 13. März zum Sturz der rechtmäßigen Regierung in Berlin eingerückten Putschisten trugen sie weiße Hakenkreuze auf ihre Stahlhelme gemalt, denn die Kompanie hatte sich an den vorangegangenen Tagen der Putschistenregierung unterstellt. Auf Befragen, ob sie für die rechtmäßige Regierung seien, entgegneten die Soldaten, sie seien nur für ihre Offiziere.
Die Köpenicker hatten nicht begriffen, dass sich innerhalb weniger Stunden die politische Situation grundlegend gewendet hatte: Nach dem Zusammenbruch des Putsches am Abend des 17. März hatten Reichspräsident Friedrich Ebert und der neue Reichswehrminister Otto Geßler den großen Belagerungszustand ausgerufen. Demzufolge konnte jeder, der mit der Waffe in der Hand angetroffen wurde, standrechtlich erschossen werden. Von diesem Befehl waren auch die bewaffneten Arbeiter betroffen, die sich zur Verteidigung der Regierung Bauer und des Reichspräsidenten Ebert zusammengefunden hatten. Die wenige Tage zuvor noch mit den Putschisten ausgerückten und nun der Regierung unterstehenden Verbände nutzten diese Situation, um gegen die Arbeiter vorzugehen und für die bei dem Putsch erlittene Niederlage Rache zu nehmen.
Am 21. März wurde Futran ins Rathaus geladen und sofort dem Standgericht überstellt. Als Anführer des militärischen Widerstandes, Sozialist und auch noch Jude hatte er vor diesem Gericht (das aus dem Kompaniechef Hauptmann Egon von Loebell, Leutnant Kubich, Unteroffizier Hedal und dem Zeitfreiwilligen Jacks bestand) keine Chance auf eine gerechte Verteidigung. Leutnant Kubich kommandierte auf dem Hof der damaligen Niederlassung der Bötzow-Brauerei in der Grünauer Straße 74 (heute Nr. 21) die Erschießung Futrans.
Die Ermordung wurde später mit einem gegenrevolutionären Kampflied des Jägerbataillons im Potsdamer Infanterie-Regiment 9 verherrlicht, das Loebells Kompanie noch im gleichen Jahr übernahm. Es gipfelte in dem Vers: „Neben Futran auf dem Mist, lag so mancher Bolschewist.“
Die Mörder schreckten auch nicht davor zurück, Futrans Leiche zu schänden und seiner Ehefrau, Mutter von drei Kindern, unter dem Vorwand, ihr Mann sei ins Gefängnis nach Moabit überführt worden, 200 Mark abzunehmen. Futrans Leiche fand man auf dem Hof der Bötzow-Brauerei in der Grünauer Straße.